# まるまる学園放送部
まるまる学園放送部（まるまるがくえんほうそうぶ）は、都内でライブを中心に活動する日本の6人組声優ライブアイドルユニット・女性アイドルグループ。である。所属事務所はRME。略称はまるがく。

## 概要

### 特徴
2010年声優プロダクションRMEから誕生した、部活をコンセプトにしたアイドルユニット。現メンバーは6人で、都内でライブを中心に活動をしている。ライブで歌うカバー曲は、ファンからのリクエストを受け付けている。
リーダーを部長、ファンをまるフレ(まるがくFriendsの略)と呼んでいる。

### グループ名
デビュー当時は「○○学園放送部(読み同じ)」の表記だったが、検索に引っかからない事を理由に2012年4月より現在の「まるまる学園放送部」となった。

## メンバー
| メンバー名   | よみ          | 誕生日  | 出身地 | 愛称       | 血液型 | 身長  | イメージカラー | 備考   | キャッチフレーズ                                                                                  |
| ------------ | ------------- | ------- | ------ | ---------- | ------ | ----- | -------------- | ------ | ------------------------------------------------------------------------------------------------- |
| 天野未来     | あまの みき   | 2月4日  | 愛知県 | あまのん   | A型    | 150cm | ブルー         | 部長   | シャチホコよりも目立ちたい！ちっちゃな体におっきなドリーム！ まるがくの部長                       |
| 上田那央     | うえだ なお   | 9月18日 | 富山県 | なおちょ   | B型    | 152cm | レッド         |        | あなたのハートをロックオン！歌うミニスカ核弾頭！                                                  |
| 田垣有紀     | たがき ゆき   | 6月16日 | 岐阜県 | がっきー   | A型    | 153cm | オレンジ       |        | やる気！元気！田垣！有紀！まるがくのツッコミ隊長！                                                |
| 西澤香奈     | にしざわ かな | 2月3日  | 東京都 | かなちゃん | B型    | 153cm | イエロー       | 副部長 | みんなー！ハッピー足りてるー？「足りてなーい！」 はなまる笑顔でみんなをハッピーにしてあ・げ・る！ |
| 飛野かなこ   | ひの かなこ   | 1月10日 | 東京都 | のんちゃん | O型    | 158cm | ピンク         |        | よそ見はのんのん！怒っちゃのんのん！やればできる子日本代表！                                      |
| やはらともこ | やはら ともこ | 1月29日 | 北海道 | ともち     | O型    | 157cm | 水色           |        | みんなの視線をいただきにゃんこ☆ふにゃふにゃボイスで天下統一！                                     |

## 来歴

### 2010年
- 6月　所属事務所主催の舞台「真偽の噂」にてお披露目
- 7月　Tシャツ・ラブ・サミットVol16内イベント「アニソン♪ラブ・サミット」にてデビュー
- 12月　クリスマスDVD「M's JINGLE BELLS」を発売

### 2011年
- 2月　主催ライブ「☆らぶがく☆」を開催
- 4月　「第1回歌舞伎町ダンスコンテスト」にてジョッキー賞を受賞
- 6月　公式HPが開設される
- 11月　「塩津佐織」「田垣有紀」「飛野かなこ」でユニット内ユニット『チェルシー』を結成

### 2012年
- 3月　ニコニコ生放送公式チャンネルTV-NEOにて『まるさんかくしかく！』を開始
- 3月　「ハートのエースが出てこない」がiTunes Storeにて配信開始
- 4月　ユニット名を『○○学園放送部』から現在の表記に変更
- 4月　部長、塩津佐織が卒業。当時副部長だった天野未来が部長となる。
- 8月　コミックマーケットに初参加。高屋敷悠が卒業。7人組となる。

## 作品

### 音楽CD
|   | リリース日 | タイトル                   | 備考 |
| - | ---------- | -------------------------- | ---- |
| 1 | 2012年7月  | ハートのエースが出てこない |      |

### ドラマCD
1. 「遺言の切り札」　メイド役で全員出演。主題歌も担当。

### DVD
1. 「M's JINGLE BELLS」
2. 「まる学物語」

## 出演
個人での活動については記載しない。

### TV

#### WEB
- ニコニコ生放送 TV-NEO channel「まるまる学園放送部のまるさんかくしかく！」（レギュラー）
- Ustream ウィンディーズマニア！（ゲスト）
- 花の下剋上TV

### ラジオ
FMやまと「Blood Type TIA」

WALLOP放送局「GIRLS PLANE AIR PORT」

WALLOP放送局「ナツアキサンデーサプリ」

### 主催ライブ
- 第1回コラボレーション学園祭！略して☆らぶがく☆（2011年2月26日）
- 第2回コラボレーション学園祭♪略して☆らぶがく☆（2011年3月26日）
- 第3回コラボレーション学園祭♪略して☆らぶがく☆（2011年4月24日）
- 第4回コラボレーション学園祭♪略して☆らぶがく☆（2011年5月28日）
- 第5回コラボレーション学園祭♪略して☆らぶがく☆（2011年6月25日）
- 第6回コラボレーション学園祭♪略して☆らぶがく☆（2011年8月6日）
- 第7回コラボレーション学園祭♪略して☆らぶがく☆（2011年9月10日）
- 第8回コラボレーション学園祭♪略して☆らぶがく☆（2011年10月8日）
- 第9回コラボレーション学園祭♪略して☆らぶがく☆（2011年12月3日）
- 第10回コラボレーション学園祭♪略して☆らぶがく☆（2012年2月4日）
- 第11回コラボレーション学園祭♪略して☆らぶがく☆（2012年4月22日）
- 第12回コラボレーション学園祭♪略して☆らぶがく☆（2012年6月30日）

### イベント
- 第1回歌舞伎町ダンスコンテスト
- 声優グランプリ・V-station主催「声優トラの巻」アシスタント（2012年6月2日、3日）